# Meulières de Saint-André-de-Boëge
Les meulières de Saint-André-de-Boëge sont un ensemble de carrières situé à Saint-André-de-Boëge, en France.

## Localisation
La carrière de la Molière est située dans le département français de la Haute-Savoie, sur la commune de Saint-André-de-Boëge au lieu-dit La Corbière traversé par la route départementale.

## Description
Ensemble de sept meulières, l'une dans un bloc erratique dit Rocher de la Gouille au Mort, les autres en pied de falaise à la base d'un affleurement rocheux. Des emplacements de meules y sont encore visibles. Avec les meulières proches du Mont Vouan elle constitue d'après Alain Belmont, professeur d’histoire moderne à l’Université Pierre Mendès France de Grenoble un des plus importants sites d’extractions de meules à grains identifié en Europe.
Un chemin est aménagé pour en faciliter la visite.

## Historique
Les meules peuvent atteindre 2 m de diamètre, les plus petites datant de l’époque romaine. La datation au carbone 14 fait remonter l’exploitation systématique aux débuts du XIIIe siècle. Entre le Mont Vuan et les rochers des Balmes et Roche Parée à la Molière, 72 sites d’extraction sont identifiés d’où plusieurs centaines de milliers de meules ont été extraites. 
Il s’agissait d’une activité économique importante, une meule extraite, livrée et installée au moulin atteignant le prix d’une maison. Selon une gravure d’époque le transport s’effectuait par chariot tiré parfois par 4 chevaux et 2 bœufs : le fardié . L'exploitation cesse au XIXe siècle.
Le site est classé au titre des monuments historiques en 2009.

## Oratoire
La meulière de Saint-André présente des gravures à motifs religieux, notamment au fond d'une petite chambre formant une sorte d'oratoire, type de décor particulièrement rare en Europe.